# Міжлиманське
Міжлиманське (до 2016 — Котовка, 2016—2023 — Латівка) — село в Україні, в Усатівській сільській громаді Одеського району Одеської області. Населення становить 2600 осіб.

## Історія

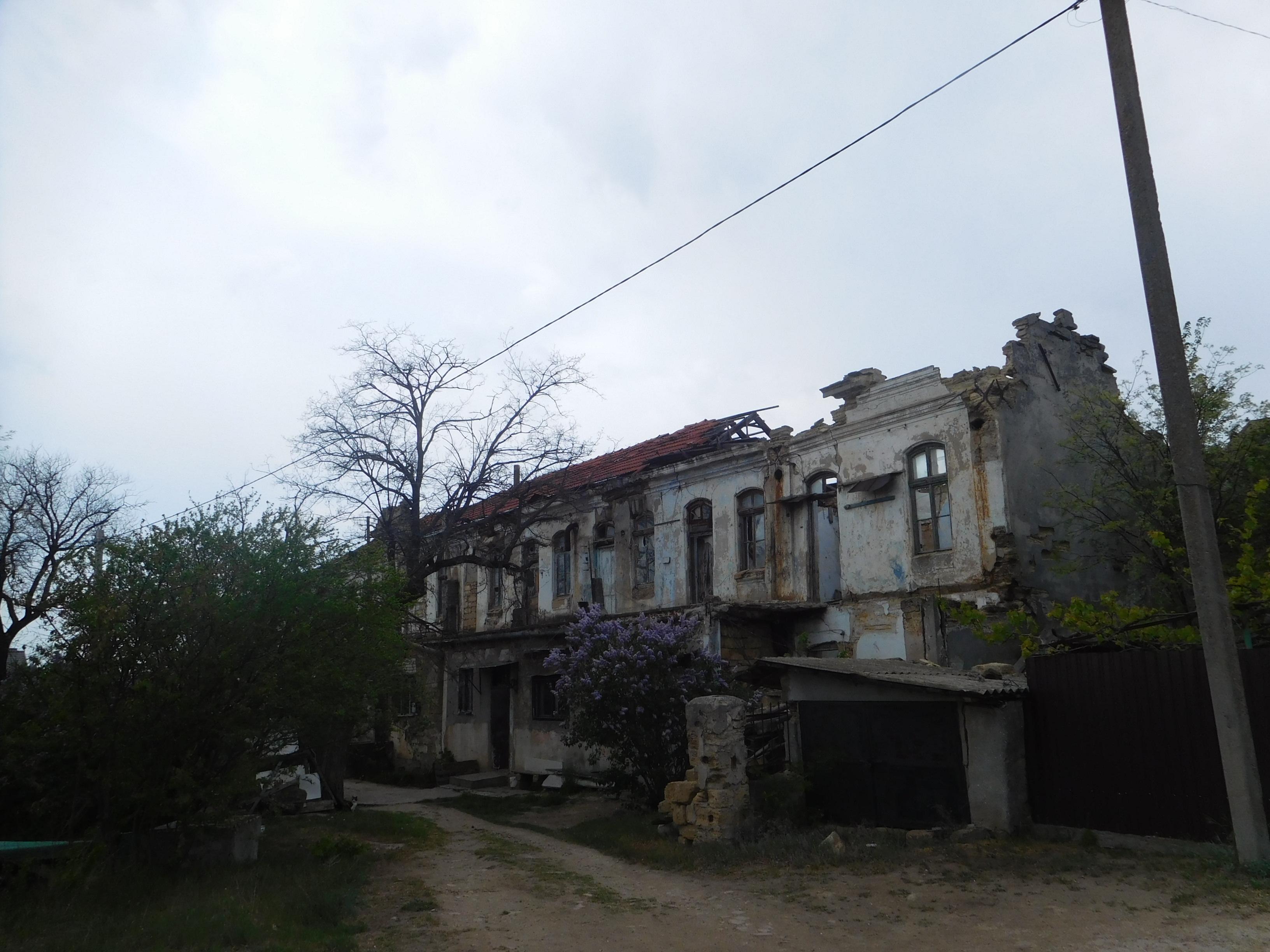
Закинута дорадянська будівля на схилі поблизу Куяльника

Офіційно село було засновано у 1957 році. До складу села увійшли так звані Міжлиманські хутори, серед яких основним був хутір Латівка. Власне хутір Латівка став адміністративним центром новоствореної сільради і був перейменований, як і місцевий колгосп, на честь радянського військового діяча Григорія Котовського. Відповідно новостворене село дістало назву Котовка. Назва "Латівка" натомість продовжувала вживатись у відношенні до сільського цвинтаря.
Відповідно до Постанови Верховної Ради України від 19 травня 2016 року № 1377-VIII «Про перейменування окремих населених пунктів та районів», селу було повернуто історичну назву Латівка, що обурило місцевих мешканців, які із цією назвою асоціювали місцевий цвинтар. Ініціативу перейменування у Міжлиманське проявили безпосередньо місцеві жителі, мешканці села. Жителі села посилалися на те, що рішення про перейменування прийняли без належних консультацій з громадськістю і що саме "Котовка" є історичною назвою. Відповідно розпочалася боротьба за повернення радянської назви. Проте Український інститут національної пам'яті пов'язав цю назву з воєнним злочинцем Григорієм Котовським.

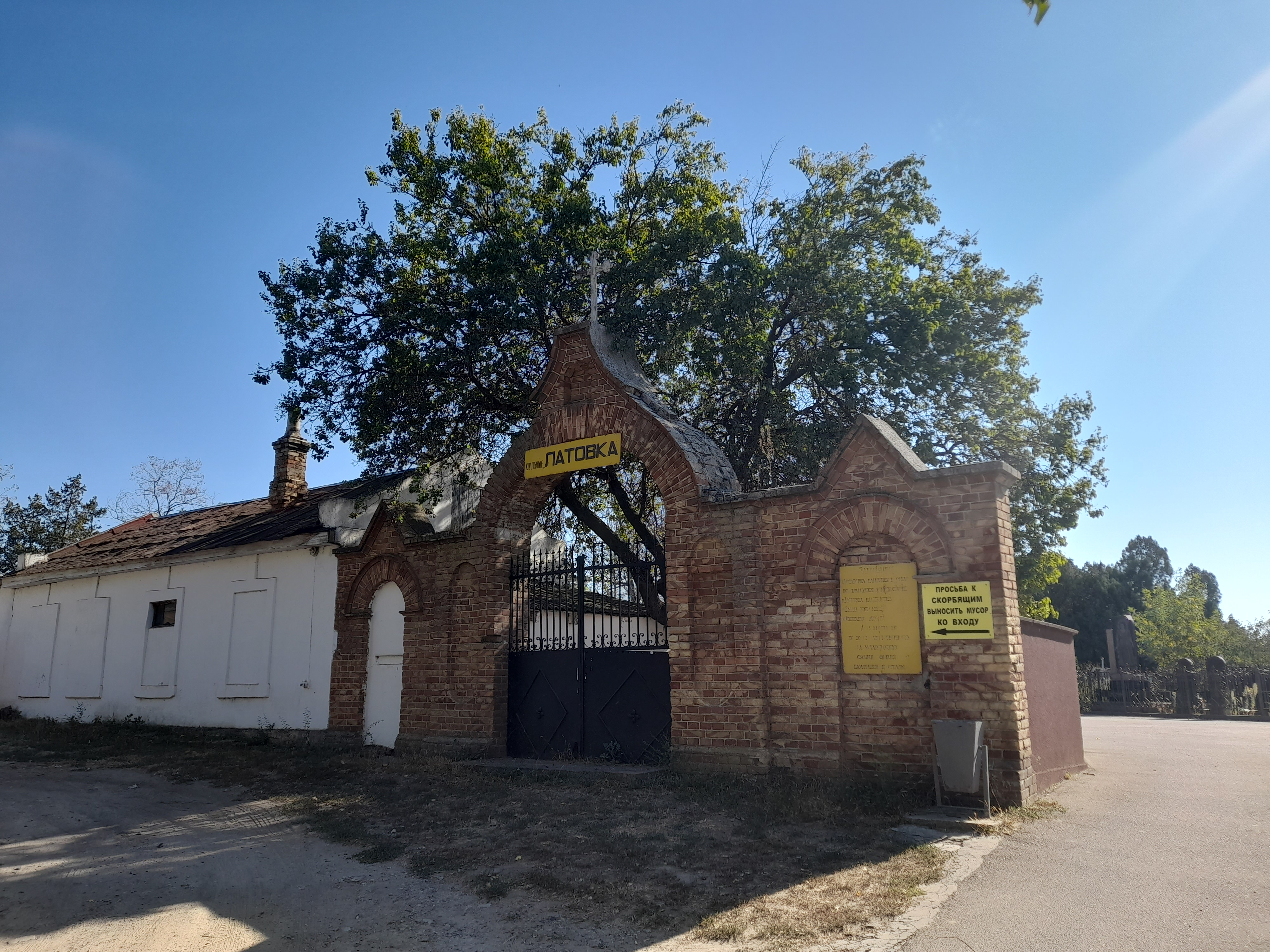
Брама Латівського кладовища

Місцеві жителі звернулися з проханням до активістки, жительки села, Колосової Наталії, аби позбутися "нав'язаної" історичної назви. Було організовано збір підписів на ім'я місцевої ради, проведено громадські слухання у селі, і разом зі мешканцями села проведено обговорення нової назви для села, яка не матиме негативних асоціацій у жителів і символізуватиме добробут і процвітання. Жителі села обрали назву Міжлиманське, оскільки село знаходиться в мальовничому краї між двома лиманами — Куяльницьким та Хаджибейським. Слухання відбулися ще 17 липня 2021 року. 19 серпня 2021 року на пленарному засіданні депутати Одеської обласної ради підтримали перейменування села. Народні депутати дійшли до успішного розгляду цього питання лише 29 червня 2023 року, відповідно Верховна Рада України перейменувала село на Міжлиманське.

## Населення

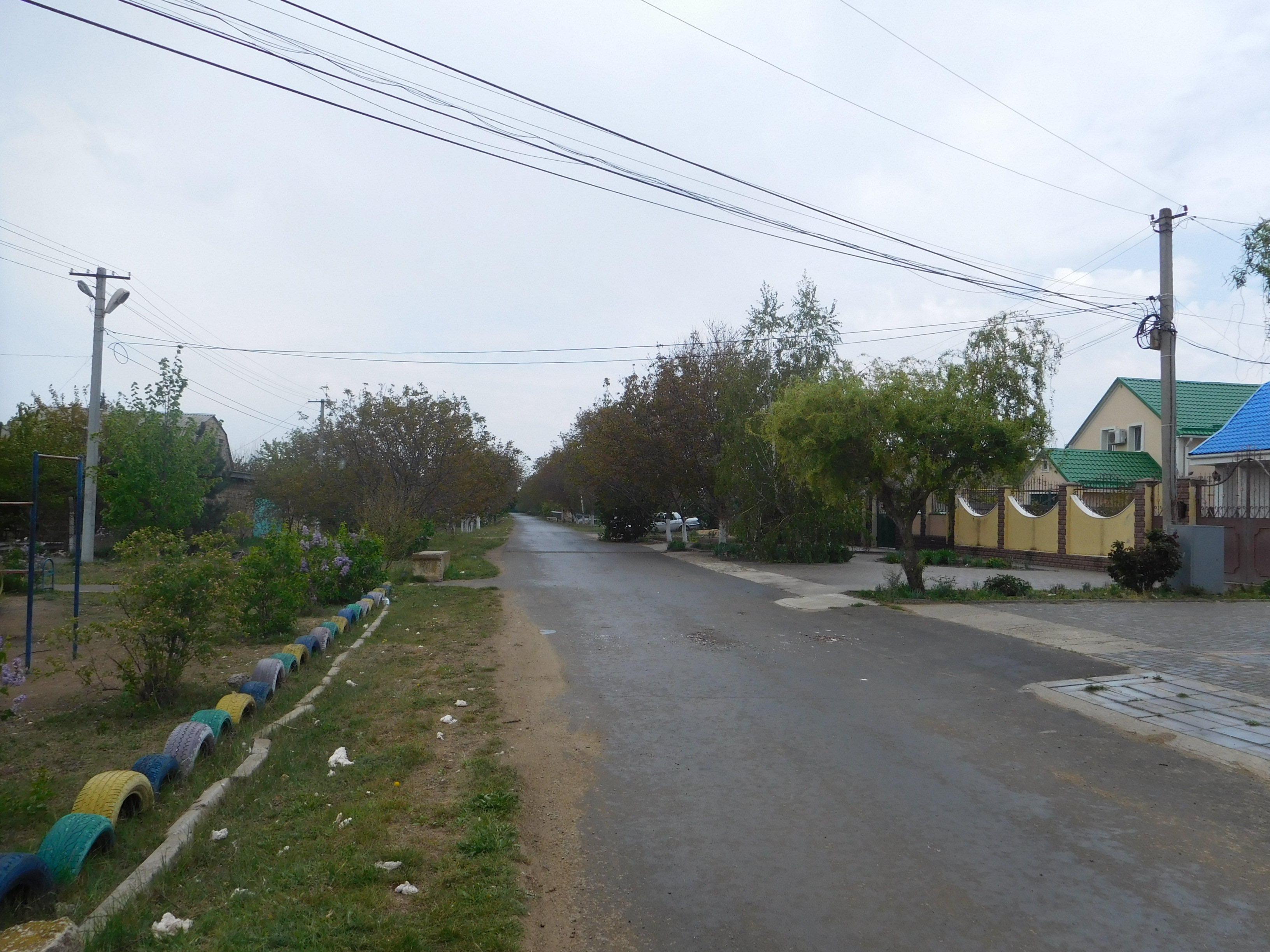
Вулиця в селі

Згідно з переписом 1989 року населення села становило 1673 особи, з яких 747 чоловіків та 926 жінок.
За переписом населення 2001 року в селі мешкали 1954 особи.

### Мова
Розподіл населення за рідною мовою за даними перепису 2001 року:
| Мова       | Відсоток |
| ---------- | -------- |
| українська | 55,5 %   |
| російська  | 40,87 %  |
| вірменська | 1,59 %   |
| циганська  | 1,38 %   |
| білоруська | 0,26 %   |
| румунська  | 0,2 %    |